# Емилия Паула
Вижте пояснителната страница за други личности с името Емилия Паула.
Емилия Паула или Емилия Паула Терция (на латински: Aemilia Paulla; Aemilia Paul(l)a Tertia; Aemilia Tertia; * 230 пр.н.е.; † 162 пр.н.е.) е римска благородничка.

## Произход
Дъщеря е на Луций Емилий Павел, сенатор, консул през 219 пр.н.е. и 216 пр.н.е., победеният в битката при Кана. Сестра е на Луций Емилий Павел Македоник (консул 190 пр.н.е.), победителят в битката при Пидна и завоевателят на Македония.

## Фамилия
Емилия Паула се омъжва за Публий Корнелий Сципион Африкански Старши († 183 пр.н.е.), консул през 205 и 194 пр.н.е., военачалник от Втората пуническа война и победител в битката при Зама. Тя има две дъщери и двама сина:
- Корнелия Африканска Старша, съпруга на Публий Корнелий Сципион Назика Коркул (консул 162 и 155 пр.н.е.) и майка на Публий Корнелий Сципион Назика Серапион (консул 138 пр.н.е.)
- Корнелия Африканска Младша († 100 пр.н.е.), съпруга на Тиберий Семпроний Гракх Старши (консул 177 и 163 пр.н.е.) и майка на Тиберий Семпроний Гракх, Гай Семпроний Гракх и ‎Семпрония
- Луций Корнелий Сципион (претор 174 пр.н.е.)
- Публий Корнелий Сципион (авгур) (претор 174 пр.н.е.), осиновява Публий Корнелий Сципион Емилиан Африкански, римски военачалник през Третата пуническа война, завоевател и унищожител на Картаген – син на Луций Емилий Павел Македоник и така племенник на Емилия Паула.